# Smyrniopsis
Smyrniopsis es género monotípico de plantas pertenecientes a la familia Apiaceae. Su única especie Smyrniopsis aucheri, es originaria de Irán.

## Taxonomía
Smyrniopsis aucheri fue descrita por Pierre Edmond Boissier y publicado en Ann. Sci. Nat., Bot. sér. 3, 2: 72, en el año 1844.
Sinonimia
- Smyrniopsis armena Schischk. basónimo[2]